# Linda Sarsour
Linda Sarsour, née en 1980 à Brooklyn, est une activiste politique américaine. Ancienne directrice de l'Arab American Association of New York (en), Sarsour a également participé à l'organisation de la Marche des femmes de 2017, de la Day Without a Woman (en) (2017) et de la Marche des femmes de 2019 (en), bien qu'elle ait quitté l'organisation de cette dernière à la suite d'accusations d'antisémitisme. 
Principale plaignante dans une action judiciaire visant le Trump travel ban (en), Sarsour est également associée au mouvement Black Lives Matter.

## Biographie
Sarsour naît à Brooklyn. Elle est l'aînée de sept enfants d'immigrants palestiniens. Son père gère un petit commerce à Crown Heights. Sarsour grandit à Sunset Park (Brooklyn) (en) et fréquente la John Jay High School (en) à Park Slope,,.
Après ses études secondaires, elle fréquente le Kingsborough Community College (en) et le Brooklyn College, envisageant une carrière d'enseignante d'anglais.
À l'âge de 17 ans, elle est mariée à la suite d'un mariage arrangé avec un homme originaire de Al-Bireh, ville d'origine des parents de Sasour. À la mi-vingtaine, elle a trois enfants,,.

## Activisme
Les premières expériences d'activisme de Linda Sarsour surviennent alors qu'elle défend les droits civiques des musulmans américains à la suite des attentats du 11 septembre 2001,. Elle attire l'attention lorsqu'elle manifeste contre la surveillance de ceux-ci,,.
Comme directrice de l'Arab American Association of New York, elle défend le Community Safety Act pour l'État de New York, qui crée un bureau indépendant visant à enquêter sur les politiques policières et à étendre la définition du profilage racial dans l'État.

### Black Lives Matter
À la suite de l'affaire Michael Brown, Sarsour participe à l'organisation de manifestation du mouvement Black Lives Matter,. Elle collabore avec le mouvement encore de nos jours,.

### Engagement politique
Sarsour est membre des socialistes démocrates d'Amérique. En 2016, elle se présente comme candidate pour un comité démocrate du comté de Kings (New York). Elle se classe en troisième position.

## Relations avec des groupes juifs américains

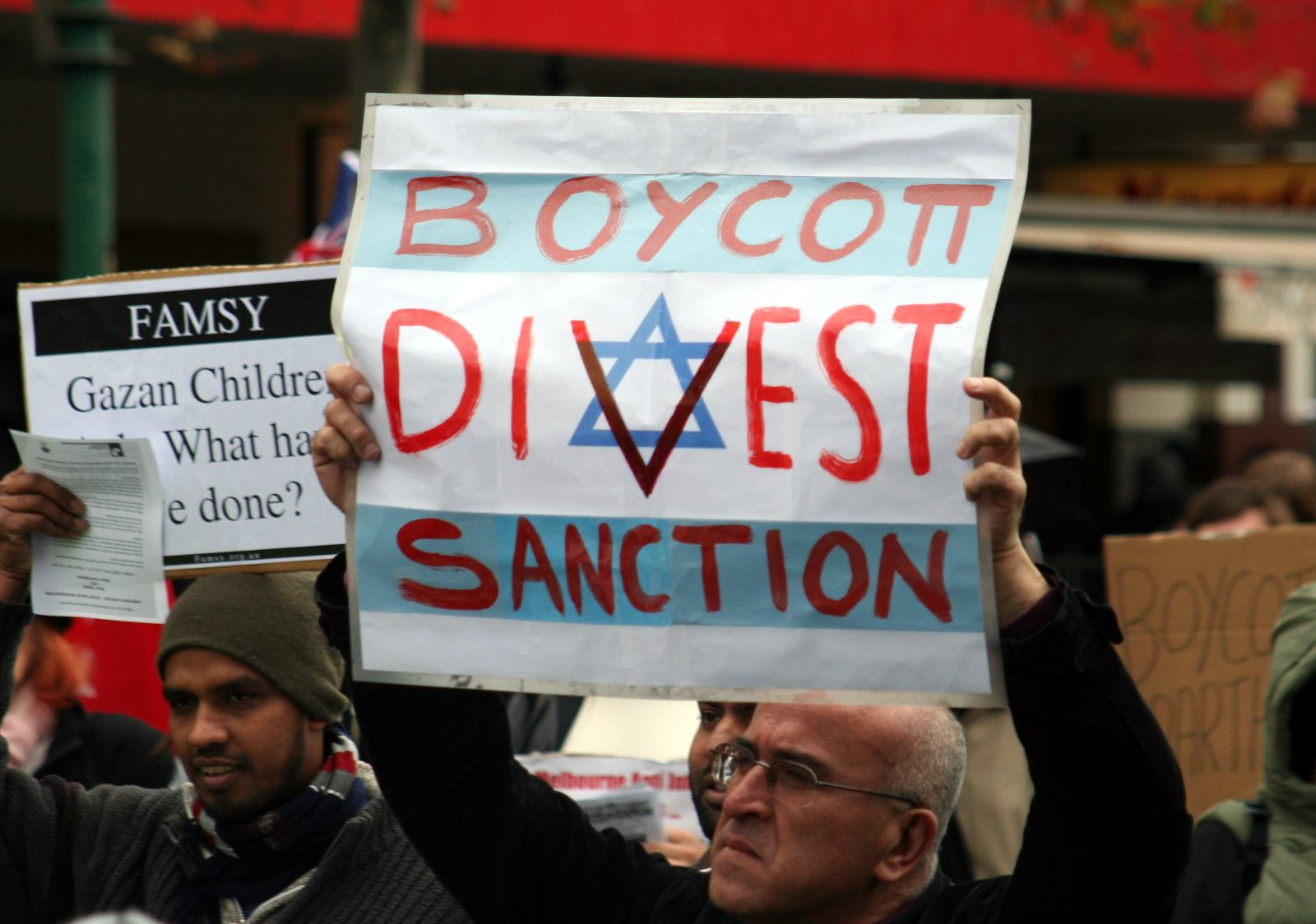
Le soutien de Sarsour à la campagne Boycott, désinvestissement et sanctions lui vaut des critiques de plusieurs groupes juifs.

Sarsour est la cible de critiques de conservateurs américains,, ainsi que de démocrates pro-Israël et certains activistes sionistes,, pour sa position sur les politiques du Moyen-Orient. D'après The Guardian, Sarsour « a souvent été la cible d'organisations de pression pro-Israël ».